# Palaeodictyopteroidea
Palaeodictyopteroidea — вимерлий надряд палеозойський крилатих комах з інфракласу Давньокрилі (Palaeoptera). Група існувала протягом кам'яновугільного та пермського періодів (315-260 млн років тому). Ці комахи характеризуються особливим дзьобоподібним ротовим апаратом, що складається з п'яти стилетів.
Palaeodictyopteroidea — перші із важливих наземних рослиноїдних тварин і перша важлива група рослиноїдних комах. Близько половини відомих видів палеозойських комах належать до Palaeodictyopteroidea.

## Ряди
- †Palaeodictyoptera
- †Megasecoptera
- †Archodonata
- †Diaphanopterodea